# 人民型蒸汽機車
人民型蒸汽机车（RM），是中国铁路使用的一种干线客运用过热式蒸汽机车车型之一。

## 概述
1957年，大連机车车辆工廠对胜利6型蒸汽机车(南滿洲鐵道使用的Pashiro型)进行改進设计，交由青岛四方机车车辆厂对图纸进行改进以及机车试制。1958年4月首台机车试制成功，命名为“人民型”，车型代号RM，并開始批量生產。机车轴式为2-3-1，人民型蒸汽机车不少零部件可以与建设型蒸汽机车互换使用。与胜利型蒸汽机车相比，人民型机车单位功率耗煤量降低11.8%，功率提高28.9%，构造速度110 km/h。在平道上牵引800吨四轴客车在平道上运行时速度可达到94.5公里/小时。
人民型蒸汽机车成为20世纪60年代中国铁路的干线客运用主型机车，适用于长途运行。1963年后机车加装了导烟板。截至1966年该型机车停产，累计生产了258輛。

## 车辆保存
- 人民1001：四方机车车辆工厂于1958年4月制造，退役后由中国铁道博物馆收藏。
- 人民1247：四方机车车辆工厂于1960年4月制造，退役后由沈阳铁路陈列馆收藏。

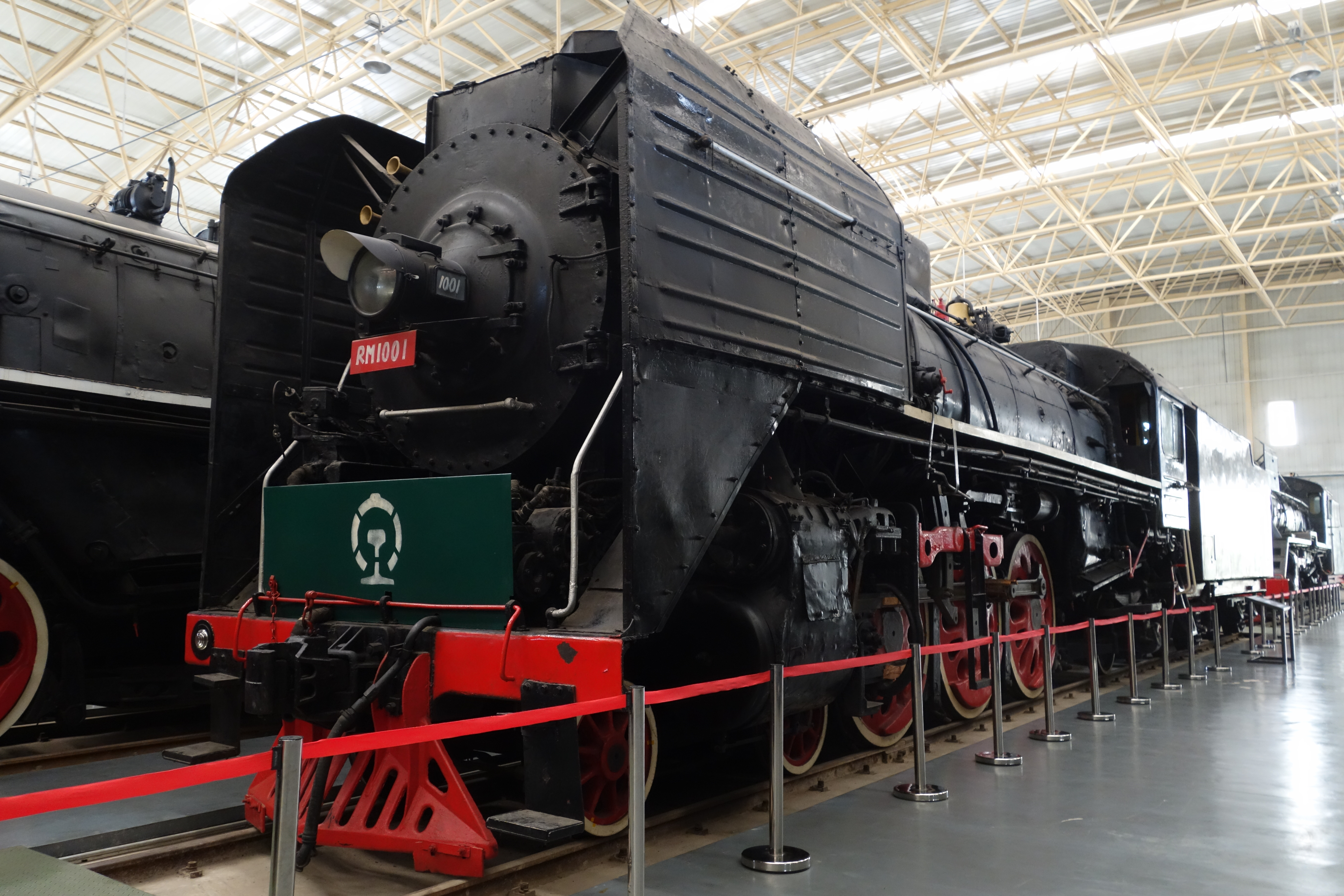
RM-1001
RM-1247
RM-1163